# Fuschlsee
El lago Fuschlsee es un lago de la región de Salzkammergut, en Salzburgo. Se encuentra a 663 m sobre el nivel del mar. El centro del municipio de Fuschl am See está situado en la orilla oriental. La desembocadura del lago Fuschlsee es el Fuschler Ache (posteriormente Griesler Ache), que desagua en el lago Mondsee y, a través del lago Attersee, el río Ager y el río Traun, en el Danubio. El lago es propiedad de los Bosques Federales de Austria.

## Geografía
En el lago se encuentran el municipio de Fuschl am See, la localidad de Hallbach y el castillo de Fuschl que pertenecen al municipio de Hof bei Salzburg, así como la localidad de Egg-Hundsmarkt, que pertenece al municipio de Thalgau.

## Limnología
El lago tiene un agua de excelente calidad y una vegetación submarina excepcionalmente bien conservada en su estado natural.

## Reserva natural
En su extremo noroccidental se encuentra la turbera Fuschlseemoor (reserva natural).

## Conexiones de transporte público
Se puede llegar al lago Fuschl cada 30 minutos durante el día con la línea de autobús 150, que conecta Salzburgo (ciudad) con Bad Ischl.

## Galería

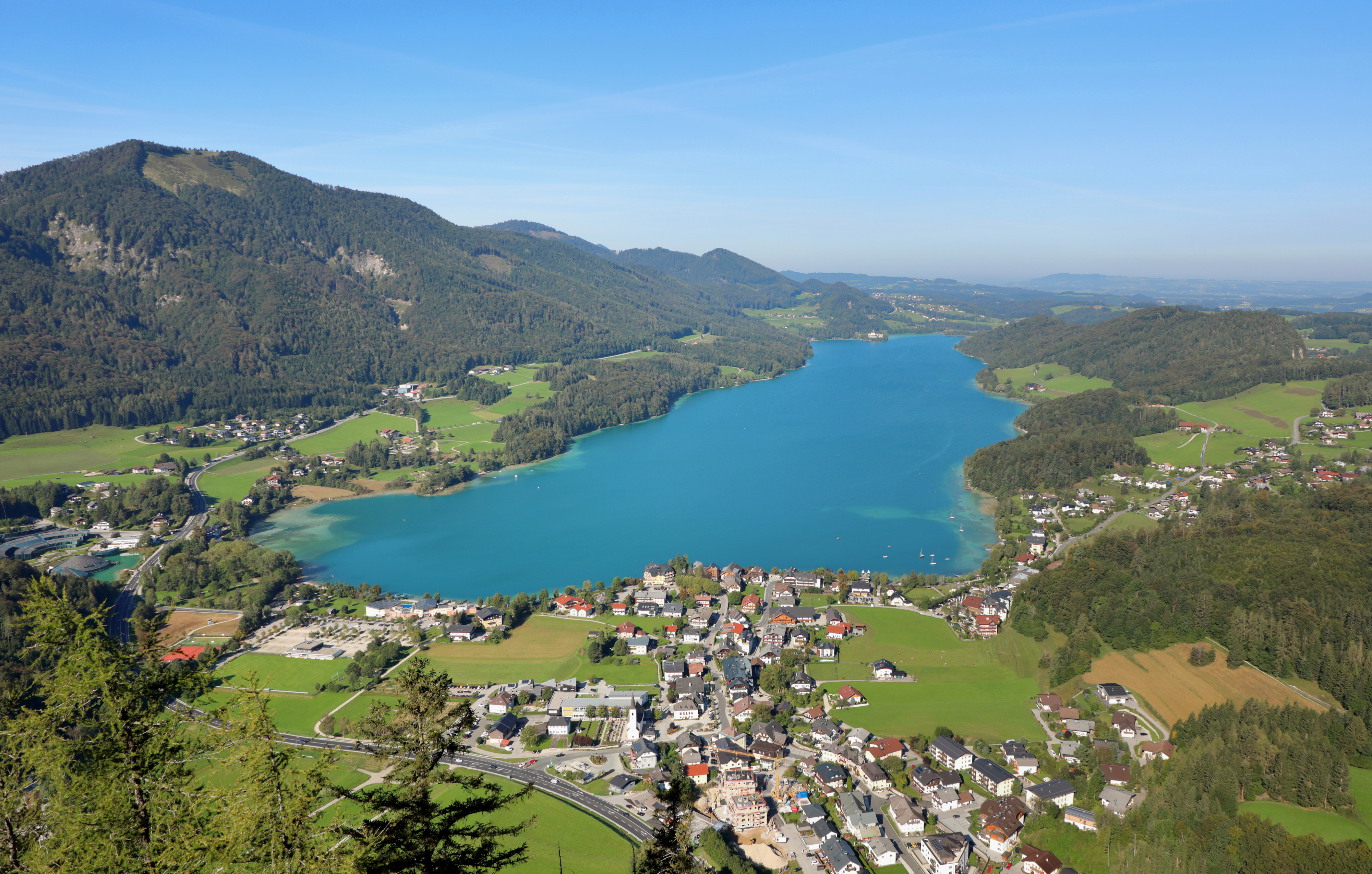
Vista desde la colina Ellmaustein hacia el lago Fuschl
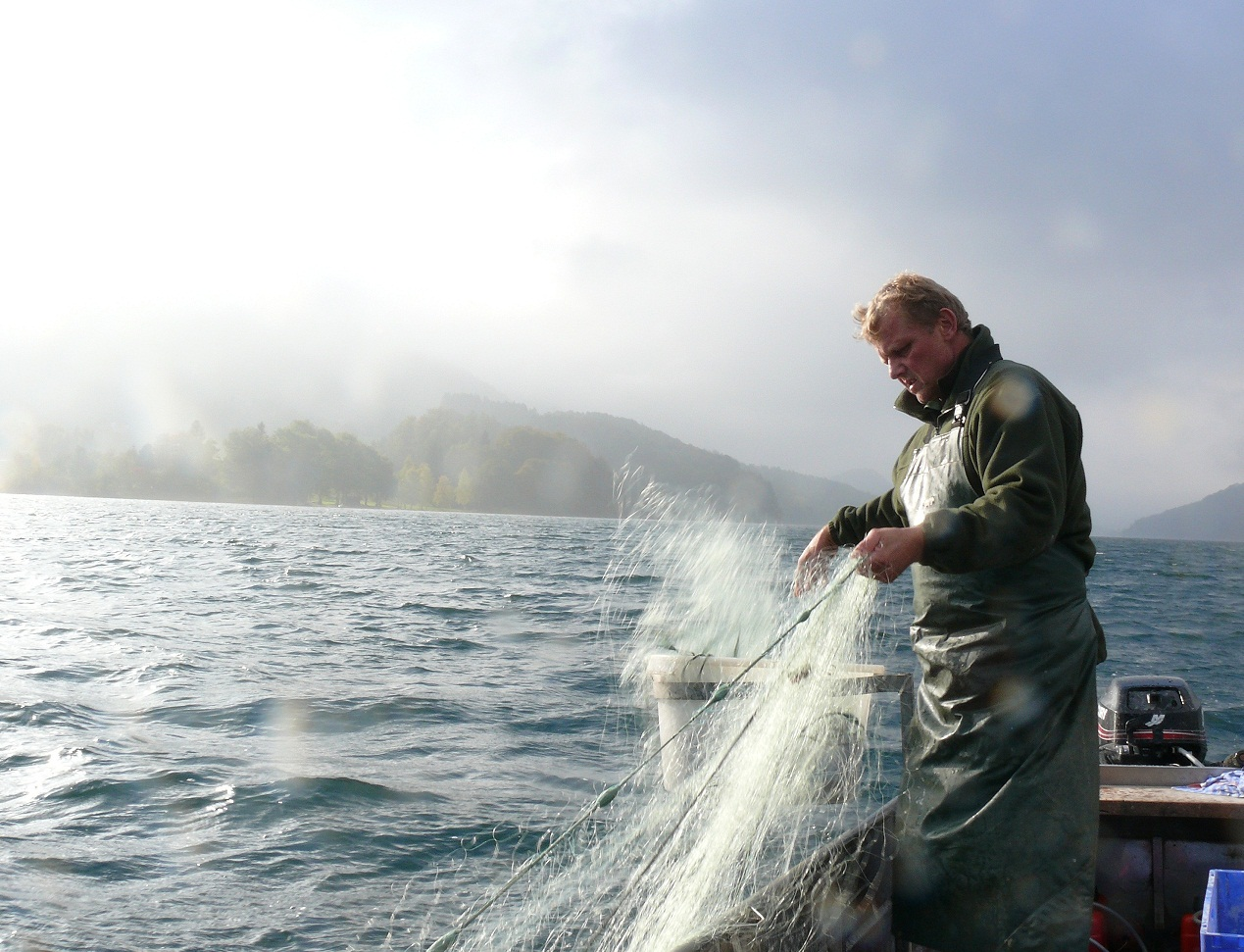
Pescador del castillo de Fuschl